# Pasqualino De Santis
Pasqualino De Santis (Fondi, Itália, 24 de abril de 1927 - 23 de Junho de 1996) foi um premiado diretor de fotografia italiano.

## Biografia
Era irmão do cineasta Giuseppe De Santis. Eles trabalharam juntos em Non c'è pace tra gli ulivi, Uomini e lupi (1956), La strada lunga un anno (1958) e La garçonnière (1960). Colaborou com Francesco Rosi em C'era una volta (1967), Uomini contro (1970), Il caso Mattei (1972), Lucky Luciano (1974), Cristo si è fermato a Eboli (1979), Tre fratelli (1981), Carmen (1984), Cronaca di una morte annunciata (1987), Diario napoletano (1992) e La tregua (1996), filmado na Ucrânia, onde morreu. Ele também trabalhou com Luchino Visconti (La caduta degli dei, 1969; Death in Venice, 1971; Conversation Piece, 1974; L'innocente, 1976), Federico Fellini (Block notes di un regista, 1969), Joseph L. Mankiewicz (The Honey Pot, 1966), Vittorio De Sica (Amanti, 1968), Joseph Losey (The Assassination of Trotsky, 1972), Carlo Lizzani (Torino nera, 1972), Robert Bresson (Lancelot du Lac, 1974; Le diable probablement, 1977; L'Argent, 1982), Ettore Scola (Una giornata particolare, 1977; La terrazza, 1980) e Giuliano Montaldo (Marco Polo, 1982).

## Prêmios
Vencedor de um Óscar por seu trabalho com Franco Zeffirelli em Romeu e Julieta. Ganhou o BAFTA e o Nastro d'Argento por Morte em Veneza. E dois David di Donatello por Tre fratelli e Carmen.